# Romulo Geolina Valles

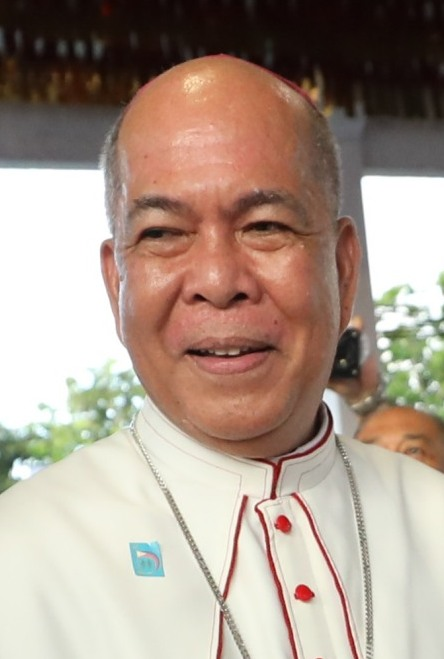
Romulo Geolina Valles (2018)

Erzbischofswappen von Romulo Geolina Valles

Wappen von Romulo Geolina Valles als Erzbischof von Zamboanga

Wappen von Romulo Geolina Valles als Bischof von Kidapawan

Romulo Geolina Valles (* 10. Juli 1951 in Maribojoc, Bohol) ist ein philippinischer Geistlicher und römisch-katholischer Erzbischof von Davao.

## Leben
Romulo Geolina Valles besuchte von 1958 bis 1964 die Central Elementary School in Maribojoc und von 1964 bis 1968 die Maryknoll High School in Lupon. Anschließend studierte er Philosophie (1968–1972) und Katholische Theologie (1972–1976) am regionalen Priesterseminar St. Francis Xavier in Davao City. Am 6. April 1976 empfing er das Sakrament der Priesterweihe für die Territorialprälatur Tagum (später: Bistum Tagum).
Valles war nach der Priesterweihe zunächst als Pfarrvikar an der Kathedrale Christ the King in Tagum tätig, bevor er 1978 Pfarrer der Pfarrei San Nicolas de Tolentino in Mati City wurde. Von 1982 bis 1984 war er Pfarrer der Kathedrale Christ the King in Tagum und Generalvikar des Bistums Tagum. Zusätzlich wirkte er ab 1983 als Dozent für Bibelwissenschaft am Queen of Apostles College Seminary in Tagum. 1985 wurde Valles für weiterführende Studien nach Rom entsandt, wo er 1989 am Päpstlichen Athenaeum Sant’Anselmo bei Anscar Chupungco OSB mit der Arbeit Sunday liturgy in the absence of a priest („Sonntagsliturgie in Abwesenheit eines Priesters“) ein Lizenziat im Fach Liturgiewissenschaft erwarb. Nach der Rückkehr in seine Heimat im Jahr 1990 lehrte er Liturgiewissenschaft und Sakramententheologie am regionalen Priesterseminar St. Francis Xavier in Davao City und koordinierte die dortige spirituelle Ausbildung. Ab 1992 fungierte Valles zudem als Subregens und ab 1993 schließlich als Regens des Priesterseminars St. Francis Xavier. Daneben erlangte er 1997 am Ignatian Institute for Religious Education der Ateneo de Davao University einen Master of Arts im Fach Religionspädagogik.
Papst Johannes Paul II. ernannte ihn am 24. Juni 1997 zum Bischof von Kidapawan. Die Bischofsweihe spendete ihm der Apostolische Nuntius auf den Philippinen, Erzbischof Gian Vincenzo Moreni, am 6. August desselben Jahres in der Kathedrale Christ the King in Tagum; Mitkonsekratoren waren Philip Francis Smith OMI, Erzbischof von Cotabato, und Wilfredo Manlapaz, Bischof von Tagum. Sein Wahlspruch Illum oportet crescere („Er muss wachsen“) stammt aus Joh 3,30 .
Papst Benedikt XVI. bestellte ihn am 13. November 2006 zum Erzbischof von Zamboanga. Die Amtseinführung erfolgte am 9. Januar 2007. Am 11. Februar 2012 ernannte ihn Benedikt XVI. zum Erzbischof von Davao. Die Amtseinführung fand am 22. Mai desselben Jahres statt. 2018 kritisierte Valles eine Reform des philippinischen Familienrechts, durch das Ehescheidungen deutlich erleichtert werden. Ehen, in denen noch eine Versöhnung möglich wäre, würden dadurch vorschnell geschieden werden. Ferner wandte er sich 2019 gemeinsam mit anderen Bischöfen gegen das Kaliwa-Dammbauprojekt, durch das Menschen, insbesondere Angehörige indigener Gemeinschaften, aus ihren Dörfern vertrieben und Regenwälder abgeholzt werden würden. Zudem würde ein Staudamm mit den geplanten Ausmaßen ein enormes Sicherheitsrisiko im Falle von Unwettern mit sich bringen. 2022 unterstützte Valles eine Gesetzesinitiative zum Verbot des Bergbaus in der Provinz Davao Oriental, der zu gravierenden Umweltschäden führt.
In der Philippinischen Bischofskonferenz war Valles zudem von 2001 bis 2011 Vorsitzender sowie von 2011 bis 2013 und von 2015 bis 2017 stellvertretender Vorsitzender der Liturgiekommission. Von 2013 bis 2017 fungierte er als Vizepräsident und von 2017 bis 2021 als Präsident der Bischofskonferenz. Außerdem leitete er von 2013 bis 2015 den Rat für die eucharistischen Kongresse. Zusätzlich war er von 2013 bis 2015 stellvertretender Vorsitzender und von 2015 bis 2017 Mitglied des Büros für die Frauenseelsorge. Seit 2021 ist Valles stellvertretender Vorsitzender des Rates für die eucharistischen Kongresse. Darüber hinaus gehörte er den Kommissionen für die Berufungspastoral (2001–2003), für die Gefängnisseelsorge (2005–2007) und für das Päpstliche Philippinische Kolleg in Rom (2021–2023) sowie den Räten für die Basisgemeinden (2005–2011) und für die Kulturgüter der Kirche (2005–2013) an. Im ständigen Rat der Bischofskonferenz repräsentierte er ferner von 2009 bis 2011 die Region Süd-Mindanao. Valles nahm 2012 an der 13. ordentlichen Vollversammlung der Bischofssynode zum Thema Neuevangelisierung für die Weitergabe des Glaubens und 2015 an der 14. ordentlichen Generalversammlung zum Thema Berufung und Sendung der Familie in Kirche und Welt von heute teil. Am 28. Oktober 2016 berief ihn Papst Franziskus zudem zum Mitglied der Kongregation für den Gottesdienst und die Sakramentenordnung (ab 5. Juni 2022: Dikasterium für den Gottesdienst und die Sakramentenordnung) und bestätigte ihn am 22. Februar 2022 in dieser Funktion für weitere fünf Jahre. Am 23. April 2022 verlieh ihm die Ateneo de Davao University die Ehrendoktorwürde.